# The Danites
The Danites è un cortometraggio muto del 1912 diretto da Francis Boggs.

## Produzione
Il film fu prodotto dalla Selig Polyscope Company e venne girato nel 1911 in California, a Cowell e Santa Cruz. Fu uno degli ultimi lavori di Francis Boggs, il regista, che morì nell'ottobre 1911, ucciso da un giardiniere.

## Distribuzione
Distribuito dalla General Film Company, il film - un cortometraggio di due bobine - uscì nelle sale cinematografiche statunitensi il 19 febbraio 1912.